# Berger de Maremme et Abruzzes

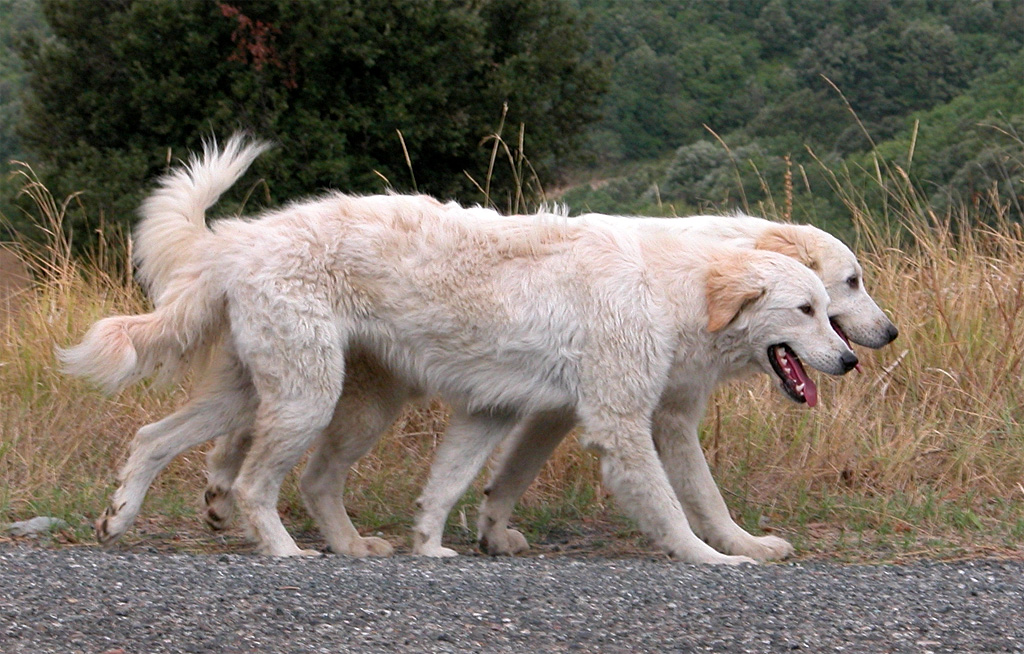

Le berger de Maremme et Abruzzes est un grand chien blanc d'origine italienne destiné à la garde des troupeaux de moutons.
La Fédération cynologique internationale le reconnaît sous le nom de cane da pastore Maremmano-Abruzzese.

## Description
Le berger de Maremme et Abruzzes est un chien de groupe 1 (chien de berger et bouvier sauf bouvier suisse) section chien de berger. La taille du mâle varie généralement de 65 à 75 cm pour un poids de 35 à 45 kg la femelle elle mesure de 60 à 70 cm pour un poids de 30 à 40 kg. Son poil est mi-long, dense et ondulé. Sa robe est de préférence blanc pur ou ivoire. Il a la tête grande et conique, le museau droit.

## Histoire
Il existait deux races distinctes: le maremmano à poil court et le berger des Abruzzes, jusqu'en 1958 où les deux races se sont réunies pour n'en former qu'une, le berger de Maremme et Abruzzes. Il descendrait des molosses asiatiques de l'antiquité. Il aurait des liens de parenté avec le Kuvasz (berger hongrois). Ce chien est actuellement utilisé pour la garde des troupeaux. La couleur blanche a été sélectionnée au cours des siècles pour que les bergers puissent le distinguer facilement du loup en cas d'attaque. On le voit souvent avec un collier muni de grandes pointes, cela lui donne un avantage s'il est amené à lutter contre des prédateurs (même si la plupart préfèrent éviter l'affrontement avec de gros chiens).

## Caractère et comportement
Étant donné son caractère déterminé, ce chien n'est pas très facile à éduquer, et de ce fait, il est vivement conseillé de ne pas être trop sévère dans la manière de lui donner des ordres ; la particularité de ce chien est l'instinct de  protection vis-à-vis des personnes qui vivent avec lui. Dès le plus jeune âge, il est recommandé de lui donner beaucoup d'affection et de le faire sentir comme participant à la vie du foyer.